# Medak (distrikt)
Medak är ett distrikt i Indien.   Det ligger i delstaten Telangana, i den centrala delen av landet, 1 200 km söder om huvudstaden New Delhi. Antalet invånare är 3 033 288. Arean är 9 699 kvadratkilometer. Medak gränsar till Bīdar, Nalgonda och Warangal.
Följande samhällen finns i Medak:
- Serilingampalle
- Siddipet
- Sangāreddi
- Patancheru
- Zahirābād
- Medak
- Tekmāl
- Sadāseopet
- Andol
- Chandur, Telangana
- Nārsingi